# Асгар Легарі проти Федерація Пакистану
Асгар Легарі проти Федерація Пакистану — справа у Високому суді Лахора 2015 року, який постановив, що уряд Пакистану порушив Національну політику щодо зміни клімату 2012 року та Рамку для впровадження політики щодо зміни клімату (2014—2030), не досягаючи цілей, визначених політикою. У відповідь було сформовано Комісію зі зміни клімату, щоб допомогти Пакистану досягти кліматичних цілей.

## Фон
Студенту юридичного факультету в регіоні Пенджаб у Пакистані Асгару Легарі загрожував дефіцит води та шторми, які посилювалися зміною клімату. Він подав петицію про те, що його основні права були порушені через нехтування політикою щодо зміни клімату.
Він написав, що уряд продемонстрував «бездіяльність, затримку та несерйозність» перед групою викликів, породжених зміною клімату. Легарі вважав, що ця бездіяльність загрожує харчовій, водній та енергетичній безпеці нації.
Раніше політику щодо зміни клімату залишали на розгляд окремих провінцій. Однак дослідження Лахорського університету менеджменту та WWF показало, що жодна провінція не планує відповідної політики.

## Рішення
Було вирішено, що уряд повинен забезпечити виконання політики 2012 року. Суддя Сайєд Мансур Алі Шах з Високого суду заявив, що зміна клімату «видається найсерйознішою загрозою для Пакистану». Суддя вимагав, щоб кожен департамент призначив людину, яка б гарантувала, що політика була запроваджена, і створити список «тобто дій» до 31 грудня 2015 року.
Рішення також створило Комісію зі зміни клімату, до складу якої входять неурядові організації, технічні експерти та представники міністерств, щоб стежити за прогресом уряду.